# 巴頓村 (加利福尼亞州)
巴頓村（英語：Patton Village）是位於美國加利福尼亞州拉森縣的一個人口普查指定地區。

## 地理
巴頓村的座標為48°08′28″N 120°09′18″W / 48.14111°N 120.15500°W，而該地最高點為海拔高度1253米（即4111英尺）。

## 人口
根據2010年美國人口普查的數據，巴頓村的面積為8.603平方千米，當中陸地面積為8.603平方千米，而水域面積為0.000平方千米。當地共有人口702人，而人口密度為每平方千米81人。